# Taj
Taj, també transcrita Tadj, és la paraula àrab que designa a la corona. La paraula és d'origen persa i deriva de l'antic persa tag (armeni t'ag, arameu taga). L'àrab la va agafar de l'arameu. En plural es diu tijan. Aquesta paraula s'empra en diversos títols de governants, especialment Taj-ad-Din (Corona de la religió) i Taj-ad-Dawla (corona de la dinastia); també s'empren sovint els títols Taj-al-Mulk (corona del Regne) i Taj-al-Mil·la (corona de la Comunitat) i altres. Entre els personatges amb aquest làqab destaquen:
- Tadj al-Din Yildiz, emir de Gazni 1206-1215
- Alishah Tadj al-Din, visir dels kans Il-kans Oldjeitu (1304-1316) i Abu Said Bahadur Khan (1317-1335)
- Abu-l-Fadl Nasr Taj-ad-Din, emir safàrida
- Tadj al-Din Firuz Shah, sultà bahmànida del Dècan (1397-1422)
- Ahmadi ben Khird Tadj al-Din, el poeta otomà més gran del segle xiv
- Malik Taj al-Din ibn Qutb al-Din (+ 1351), màlik mihrabànida de Sistan de 1346 a 1350
- Malik Taj al-Din Shah-i Shahan, màlik mihrabànida de Sistan de 1383 fins a la seva mort el 1403.
- Taj-ad-Dawla, emir buwàyhida del Khuzestan vers 983-985.
- Abu-Saïd Taj-ad-Dawla Tútuix I, emir seljúcida de Síria 1085–1086 i 1094–1095, a Damasc 1079-10965
- Taj-ad-Dawla Alp Arslan al-Akhras 1113–1114

Taj forma part del nom del mausoleu indi Taj Mahal